# Freizeithaus am Mauerpark

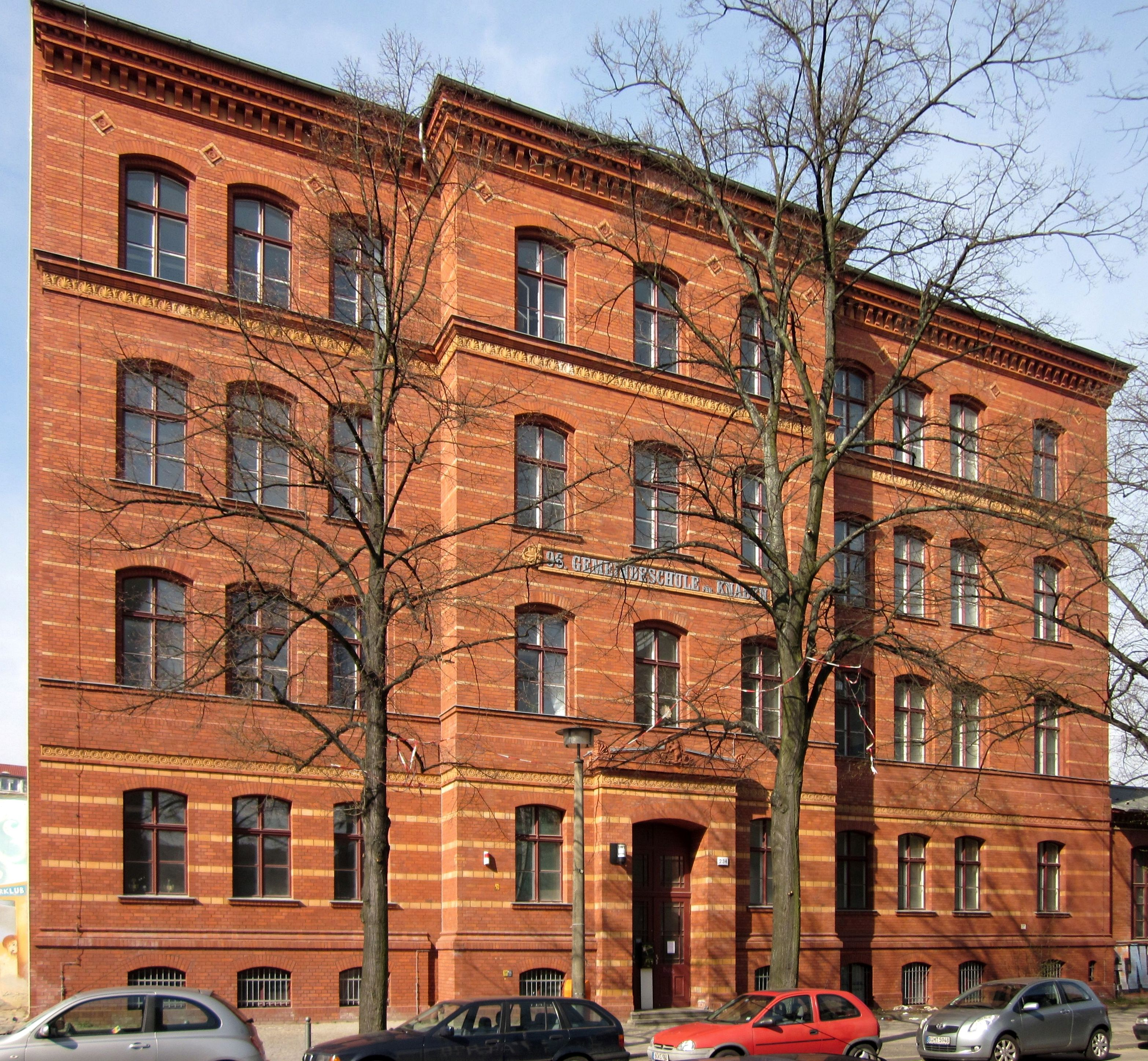
Fassade des Hauptgebäudes an der Schwedter Straße

Das Freizeithaus am Mauerpark in den Gebäuden der ehemaligen 89. und 96. Gemeindeschule befindet sich in der Schwedter Straße 232–234 in der Rosenthaler Vorstadt im äußersten Norden des Berliner Ortsteils Mitte. Weitere Namen waren 4. Volksschule im Bezirk Mitte (1918 bis 1950), 4. Grundschule Berlin - Bezirk Mitte (1950 bis 1962), 4. Schule Berlin-Mitte (1962 bis 1991) und 1. Grundschule Berlin-Mitte (ab 1991).
Die ehemaligen Schulgebäude werden als Gesamtanlage mit der Nummer 09011310 in der Berliner Landesdenkmalliste geführt.

## Architektur
Die Knabenschule entstand 1876 bis 1877 nach Plänen von Stadtbaurat Hermann Blankenstein. Ihre Bauform ist im letzten Viertel des 19. Jahrhunderts typisch für Berliner Gemeindeschulen. Sie besteht aus zwei viergeschossigen klinkerverblendeten Klassentrakten und einem eingeschossigen Turnhallenflügel. Die Wandflächen beider Gebäude werden durch Formsteingesimse, Terrakottafriesen und Ziegelbänder horizontal gegliedert. Dekorative Elemente wurden nur sehr sparsam eingesetzt, um die Baugliederung stärker zu verdeutlichen. Der Haupteingang im Mittelrisalit des Straßengebäudes besitzt eine schlichte Terrakottaverdachung. Die ebenfalls schlicht gehaltene Turnhalle weist eine solide gearbeitete, kassettierte Holzbalkendecke auf.

## Heutige Nutzung
Im hinteren Gebäude war bis Sommer 2004 eine Zweigstelle der Wilhelm-Busch-Sonderschule untergebracht, seitdem sind dort Künstler der Ateliergemeinschaft Milchhof e. V. eingezogen. Die Geschosse im Straßengebäude werden von verschiedenen Kinder- und Jugendeinrichtungen genutzt, unter anderem hat der Kinderring Berlin e.V. hier seine Geschäftsstelle. In den Jahren 2008 und 2009 wurden mit Mitteln der Denkmalförderung umfangreiche Sanierungsmaßnahmen vorgenommen, die eine Instandsetzung der Fassaden, eine Erneuerung der Sanitäreinrichtungen und eine Komplettsanierung der Turnhalle umfassten.